# Jason Knight
Ronald Jason Knight (Waterbury, 12 dicembre 1963) è un wrestler e manager di wrestling statunitense.
Egli è meglio conosciuto per le sue apparizioni nella Eastern/Extreme Championship Wrestling, dove vinse una volta l'ECW World Television Championship.

## Carriera

### World Wrestling Federation (1992, 1993)
Dopo il debutto nel 1984, Jason lottò nei circuiti indipendenti prima di apparire nella World Wrestling Federation nel 1992 e 1993 per migliorare il suo talento. Fece la sua prima apparizione il 4 luglio 1992 nell'episodio di WWF Superstars, perdendo contro Rick Martel. Poi continuò a perdere molte partite partite sia da single che da tag team nei mesi di luglio e agosto, lottando con moltissimi wrestler come Ric Flair, i The Nasty Boys, i The Mountie, Skinner, i The Beverly Brothers e The Berzerker.
Knight tornò nel main event della quarta puntata del programma televisivo di punta della WWF, Monday Night Raw, il 1º febbraio 1993, dove perse contro Lex Luger nel debutto nella WWF di Luger. Poi apparse il 26 aprile nella puntata di Raw perdendo contro Mr. Hughes. Dopo aver perso ancora contro Luger il 5 giugno a Superstars, fece la sua ultima apparizione il 30 giugno 1993 nell'episodio di WWF Wrestling Challenge, perdendo contro Bam Bam Bigelow.

### Eastern / Extreme Championship Wrestling (1993, 1994–1995)
Pochi mesi dopo la sua ultima apparizione nella WWF, Ronald debuttò nella Eastern Championship Wrestling il 18 settembre a UltraClash 1993, dove lui e Ian Rotten persero un tag team match controThe Public Enemy. Jason batté Wolfman, prima di lasciare la promozione. 
Quasi un anno dopo, Knight, noto semplicemente con il nome Jason, tornò all'allora ribattezzata Extreme Championship Wrestling il 13 agosto 1994 e sconfisse Mikey Whipwreck vincendo l'ECW World Television Championship a Hardcore Heaven. Jason diverse volte il titolo contro Whipwreck, Rockin 'Rebel, Hack Meyers e l'ex World Television Champion J.T. Smith.Poi Jason perse il World Television Title contro Too Cold Scorpio. Jason poi ebbe un feud con Whipwreck. Il 3 novembre 1995, Jason e Whipwreck conclusero il loro feud in un match per l'ECW World Heavyweight Championship dove vinse il secondo. Qualche settimana più tardi a November to Remember, il 18 novembre, Jason perse contro Konnan in soli 14 secondi con Taz come arbitro speciale.

### Ritorno in ECW (1997–1998, 1999)
Dopo una breve esperienza nella Big Japan Pro Wrestling nel 1996, Knight tornò in ECW l'11 agosto 1997, dove perse contro Chris Chetti per squalifica. Poco dopo il ritorno, Jason iniziò un feud con The Blue Meanie, ma non riuscì mai a batterlo. Dopo il loro feud, Jason cominciò a collaborare con Justin Credible ricominciò il suo feud con Mikey Whipwreck, e insieme lottarono diverse volte contro Whipwreck e Tommy Dreamer, ma non riuscirono mai a trionfare. Poco dopo, Jason fece da manager a i Impact Players, il nuovo tag team di Credibile e Lance Storm. il 3 luglio, Knight e Credibile, vinsero la loro prima partita sconfiggendo Jerry Lynn e Prodigy in un Tag Team match. Il 29 agosto, Jason e Credibile il loro ultimo match come tag team perdendo contro The Sandman in un two-on-one Singapore cane match. Jason lasciò la ECW, facendo il suo ultimo match il 2 agosto 1999, perdendo contro Jazz a ECW Heat Wave. In seguito lottò in varie federazioni indipendenti.

### Circuiti indipendenti (2000–2004)
Jason tornò alla Jersey All Pro Wrestling il 14 luglio del 2000, dove vinse una 30-man battle royal per il JAPW Heavyweight Championship. Quella stessa notte, sconfisse Magic. Il 19 agosto, Jason sconfisse Don Montoya conservando il titolo. Oltre un mese dopo, il 22 settembre, Jason difese il suo titolo dall'assalto di Ace Darling. Il 18 novembre Jason lasciò la JAPW, e quindi dovette lasciare il titolo. Knight, che era un booker per la promozione indipendente Acid Pro Wrestling, e la rinominò Assault Championship Wrestling, organizzando degli show nel Connecticut. Nel 2004, la promozione chiuse i battenti.
Il 19 ottobre del 2002, Jason tornò nel mondo del wrestling debuttando nella Pro-Pain Pro Wrestling, dove sconfisse Del Tsunami. Un mese dopo, il 23 novembre, Knight perse contro Gary Wolfe. Il 28 dicembre fece la sua ultima apparizione nella 3PW (Pro-Pain Pro Wrestling), dove sconfisse l'ex rivale The Blue Meanie per la prima volta. Dopo un'altra pausa, Knight fece il suo debutto nella Total Nonstop Action Wrestling l'11 giugno 2003 con CB Cane, perse un tag team match contro Mike Sanders e Sonny Siaki.
Il 2 agosto 2003, debuttò alla Memphis Wrestling, dove perse un five-man buried alive match che comprendeva anche Abyss, Dr. Frank, Freddie Krueger e Lord Humongous. Dopo un'altra pausa, Jason tornò alla Memphis Wrestling il 30 ottobre 2004, dove perse un 13-man Battle Royal.

### Ritorno (2005, 2006–2009)
Il 10 e il 12 giugno 2005, Jason apparve sia a Hardcore Homecoming, che a One Night Stand. Dopo una pausa, Knight debuttò nella Defiant Pro Wrestling il 14 ottobre 2006. Dopo un anno nell'ambito della promozione, vinse il Television Championship, il terzo titolo della sua carriera, battendo Sevin Leonard il 17 novembre, 2007. Poi mantenne il titolo fino a quando perse contro William King il 10 febbraio 2008.
Il 26 aprile, Knight e Ron Zombie persero contro I Slaughterhouse (Crazy Chainsaw Bastard and The Outpatient) in un team match tag nella Powerhouse Wrestling. Esattamente un anno e cinque mesi più tardi, Ronald tornò nella PHW, dove perse un Hardcore match contro Jose Perez. In seguito, nella notte, lui, Gino Martino e Jimmy Cash persero un six-man tag team match contro Big Business, Don Vega e New Jack.